# Daniel Boone (film fra 1907)
Daniel Boone er en amerikansk stumfilm fra 1907 af Wallace McCutcheon og Edwin S. Porter.

## Medvirkende
- William Craven som Daniel Boone
- Florence Lawrence
- Susanne Willis
- Mrs. William Craven